# Lista najwyższych budynków w Nowym Jorku

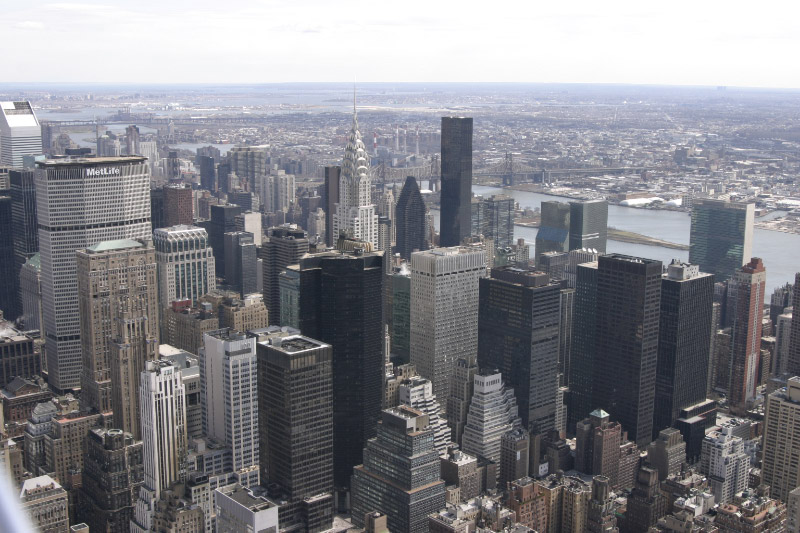
Panorama Nowego Jorku w 2004 roku

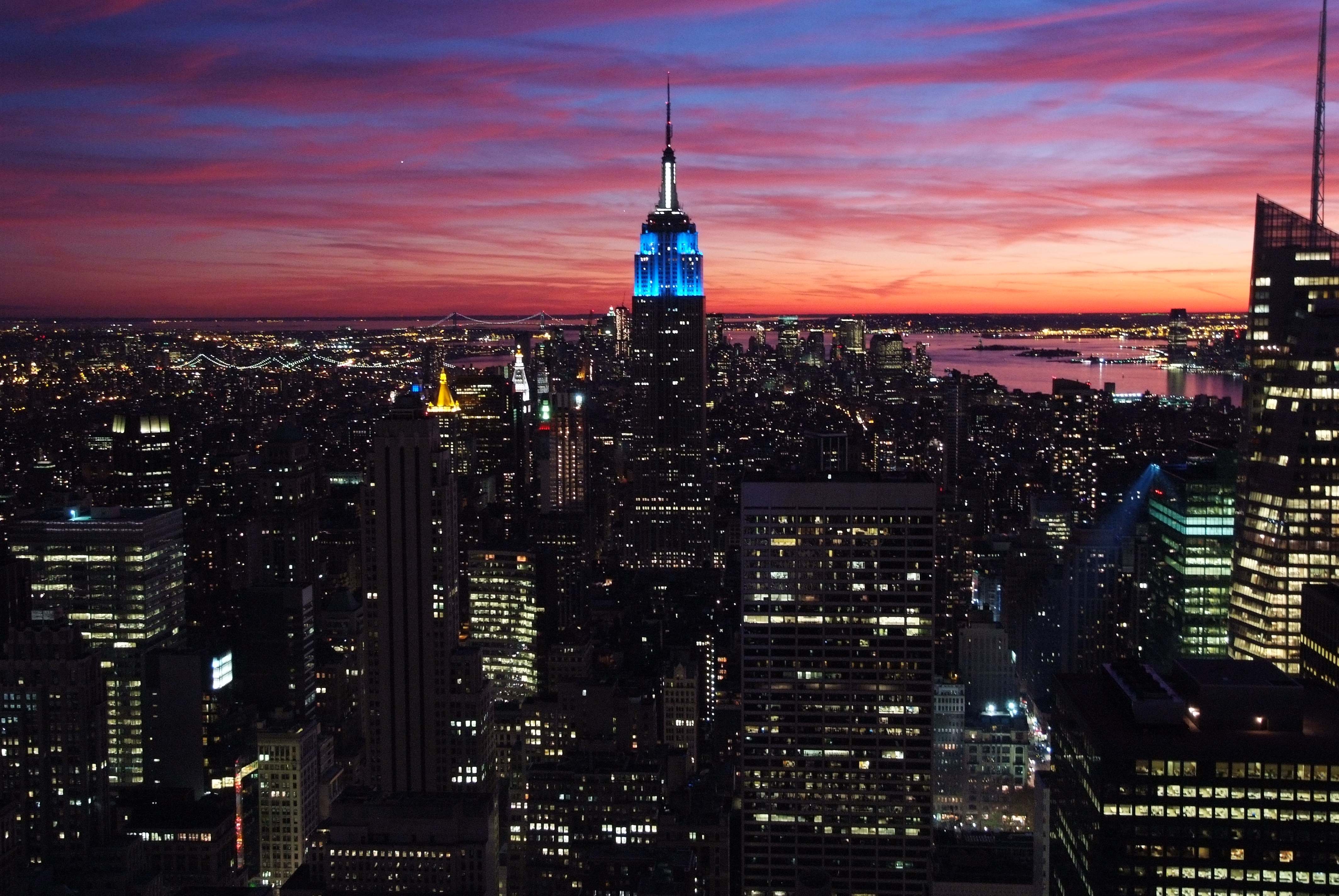
Widok z tarasu GE Building (30 Rockefeller Plaza) nocą

Lista najwyższych budynków w Nowym Jorku – lista budynków w Nowym Jorku, uporządkowana pod względem wysokości.
Panoramę Nowego Jorku, największego miasta w Stanach Zjednoczonych, zdobi 5 818 wieżowców, na czele z 92 budynkami o wysokościach co najmniej 183 metrów. Najwyższym budynkiem w Nowym Jorku jest otwarty w 2015r. Freedom Tower, znajdujący się w centrum Manhattanu. Drugi, co do wysokości, Empire State Building, jest jednocześnie 4. najwyższym budynkiem w Stanach Zjednoczonych, a także 17. najwyższym budynkiem na świecie. Od czasu oddania do użytku, aż do 1972 roku, Empire State Building dzierżył ponadto miano najwyższego budynku na świecie. Trzecim pod względem wielkości budynkiem w Nowym Jorku jest Bank of America Tower, który łącznie z iglicą ma wysokość 366 metrów. Trzecie miejsca na liście najwyższych budynków w Nowym Jorku zajmują jednocześnie Chrysler Building (najwyższy budynek na świecie w latach 1930–1931), a także New York Times Building – oba mają wysokość 319 metrów.
Od 2003 roku w Nowym Jorku zakończono konstrukcję 12 budynków o wysokościach co najmniej 183 metrów. Kolejnych 15 obiektów pozostaje obecnie w stadium budowy, łącznie z 541–metrowym 1 World Trade Center (wcześniej znanym jako Freedom Tower). Jest on częścią kompleksu, który zastąpi zniszczone wieże World Trade Center; w skład tegoż kompleksu wchodzić będą również: wybudowany już 226–metrowy 7 World Trade Center, konstruowany obecnie 297–metrowy 150 Greenwich Street, a także proponowane 411–metrowy 200 Greenwich Street, 378–metrowy 175 Greenwich Street oraz 226–metrowy 130 Liberty Street. W czerwcu 2008 roku, w Nowym Jorku było 338 konstruowanych, zatwierdzonych do konstrukcji lub proponowanych do konstrukcji wieżowców.

## Historia
Historia drapaczy chmur w Nowym Jorku rozpoczęła się wraz z oddaniem do użytku World Building w 1890 roku; konstrukcja miała wysokość 106 metrów. Mimo że nie był to pierwszy wieżowiec w mieście, World Building stanowił pierwszy budynek, który przewyższył 87–metrowy Trinity Church. World Building, najwyższy budynek w Nowym Jorku do roku 1899, został wyburzony w 1955 roku, by zrobić miejsce dla powiększenia wjazdu na Brooklyn Bridge.
Nowy Jork odegrał znaczącą rolę w rozwoju wieżowców; od 1890 roku, jedenaście struktur w mieście dzierżyło tytuły najwyższych budynków świata. Nowy Jork został bardzo wcześnie opanowany przez boom na drapacze chmur, który narodził się na początku lat 10. XX wieku i trwał do lat 30. XX wieku. W tym okresie powstało 16 z 82 najwyższych budynków w mieście, a w tym Bank of Manhattan Trust Building, Chrysler Building i Empire State Building. Każdy z nich w momencie ukończenia był najwyższą strukturą na świecie.
Drugi boom na wieżowce w Nowym Jorku rozpoczął się około 1960 roku. Od tamtego czasu w mieście powstało niemalże 70 obiektów o wysokościach co najmniej 183 metrów, włączając w to bliźniacze wieże World Trade Center. Wieża północna, One World Trade Center, była najwyższym budynkiem na świecie w latach 1972–1973, a także najwyższym budynkiem w Nowym Jorku aż do 2001 roku. Wieża północna, podobnie jak sześć innych budynków w kompleksie World Trade Center, została zniszczona w wyniku ataków terrorystycznych z 11 września 2001 roku.

## Położenie
Nowojorskie drapacze chmur koncentrują się przede wszystkim na dwóch obszarach: Midtown i Lower Manhattan, mimo że inne dzielnice Manhattanu oraz Brooklyn, Queens i Bronx także posiadają znaczne ilości wieżowców. W sierpniu 2010 roku, w mieście istniało 5 912 drapaczy chmur. W styczniu 2011 roku, w całym Nowym Jorku znajdowało się 216 budynków, które osiągały wysokości co najmniej 150 metrów (łącznie z tymi w fazie budowy) – więcej, niż w każdym innym mieście w Stanach Zjednoczonych.

## Najwyższe budynki
W Nowym Jorku istnieje w sumie ponad 975 tysięcy budynków. Lista ta przedstawia nowojorskie wieżowce, które mają wysokość co najmniej 183 metrów, w oparciu o standardowy pomiar wysokości. Obejmuje on iglice oraz detale architektoniczne, ale nie uwzględnia masztów antenowych. Z kolei kolumna "Rok" odnosi się do roku, w którym dany budynek został ukończony. Budynki zaznaczone tym znakiem (*) są w budowie, ale zostały zwieńczone w roku napisanym w kolumnie "Rok".
     Gdy został ukończony, był najwyższym budynkiem na świecie.
| Nazwa                                            | Grafika | Wysokość (m.) | Piętra | Rok  | Notki |
| ------------------------------------------------ | ------- | ------------- | ------ | ---- | --- |
| 1 World Trade Center                             |         | 541,3         | 105    | 2014 | Wieżowiec będący częścią nowego kompleksu, który powstał w miejscu zniszczonych biurowców WTC w wyniku zamachu z 11 września 2001. |
| Central Park Tower                               |         | 472           | 98     | 2020 | Otwarcie nastąpiło we wrześniu 2019 roku. Posiada 98 pięter. Jego wysokość do dachu wynosi 464 m a wraz z iglicą osiąga 472 metry. Jest to obiekt wielofunkcyjny posiadający powierzchnię komercyjną oraz apartamenty mieszkalne. |
| 111 West 57th Street                             |         | 435           | 84     | 2022 | |
| One Vanderbilt                                   |         | 427           | 93     | 2020 | W Sierpniu 2016 trwały prace wykopaliskowe. Po ukończeniu stał się jednym z najwyższych budynków w mieście. Część zmiany lokalnego zagospodarowania okolic ulicy Vanderblit Avenue. |
| 432 Park Avenue                                  |         | 426           | 88     | 2015 | Ukończony 10 października 2015. Od tego czasu jest najwyższym budynkiem mieszkalnym na świecie. |
| 30 Hudson Yards                                  |         | 387           | 103    | 2019 | Najwyższy Budynek Projektu Hudson Yards |
| Empire State Building                            |         | 381           | 102    | 1931 | Pierwszy obiekt na świecie, zawierający ponad 100 pięter. Wybudowany w ciągu zaledwie 14 miesięcy, w okresie wielkiego kryzysu. Od momentu oddania do użytku w 1931 roku, do roku 1972 i konstrukcji World Trade Center, pełnił rolę najwyższego budynku w Nowym Jorku. Tytuł ten przejął ponownie w 2001 roku, wraz ze zniszczeniem World Trade Center w wyniku ataków terrorystycznych z 11 września aż do odbudowania WTC w 2014 roku. |
| Bank of America Tower                            |         | 366           | 54     | 2008 | Pierwszy drapacz chmur, który otrzymał certyfikat platynowy Leadership in Energy and Environmental Design (LEED) |
| Three World Trade Center                         |         | 329           | 80     | 2016 | Zwieńczony w Czerwcu 2016 |
| Chrysler Building                                |         | 329           | 77     | 1930 | Pierwszy budynek na świecie o wysokości powyżej 305 metrów. W latach 1930–1931 najwyższy budynek na świecie. Największy ceglany budynek na świecie. |
| Brooklyn Tower                                   |         | 327           | 93     | 2022 | |
| 53W53                                            |         | 320           | 77     | 2019 | Poprzednio znany jako wieża ekspansyjna Muzeum sztuki Nowoczesnej (MoMA Expansion Tower), Tower Verre oraz jako 53 West 53rd Stree |
| New York Times Building                          |         | 319           | 52     | 2007 | |
| The Spiral                                       |         | 314           | 66     | 2022 | |
| 50 Hudson Yards                                  |         | 308           | 72     | 2022 | |
| 35 Hudson Yards                                  |         | 307           | 79     | 2019 | |
| One57                                            |         | 306           | 75     | 2014 | Najwyższy budynek z hotelem i terenami mieszkalnymi aż do 2015 kiedy ukończono dach budynku 432 Park Avenue. |
| 4 World Trade Center                             |         | 297           | 72     | 2013 | Wieżowiec będący częścią nowego kompleksu, który powstał w miejscu zniszczonych biurowców WTC w wyniku zamachu z 11 września 2001 roku. |
| American International Building                  |         | 290           | 66     | 1932 | Najwyższy budynek w Lower Manhattan. |
| 220 Central Park South                           |         | 290           | 65     | 2018 | |
| 30 Park Place                                    |         | 286           | 82     | 2016 | Zwieńczona w Marcu 2015. Jest obecnie najwyższym budynkiem w dzielnicy TriBeCa. |
| 40 Wall Street                                   |         | 283           | 70     | 1930 | Znany również jako Trump Building, a w przeszłości Bank of Manhattan Trust Building. |
| Citigroup Center                                 |         | 279           | 59     | 1977 | Wcześniej znany jako Citicorp Center. |
| 15 Hudson Yards                                  |         | 278           | 70     | 2019 | |
| 10 Hudson Yards*                                 |         | 273           | 52     | 2016 | Zwieńczony w Październiku 2015. Jest to pierwszy zbudowany budynek należący do projektu Hudson Yards Redevelopment. |
| 8 Spruce Street (Beekman)                        |         | 267           | 76     | 2010 | Konstrukcja ukończona w lutym 2011 roku. |
| Trump World Tower                                |         | 262           | 72     | 2001 | Najwyższy w pełni mieszkalny budynek w Nowym Jorku i w Stanach Zjednoczonych. |
| 425 Park Avenue                                  | -       | 262           | 44     | 2021 | |
| 30 Rockefeller Center                            |         | 259           | 70     | 1933 | Wciąż popularnie jest znany jako GE Building. Wcześniej znany jako RCA Building, kolokwialne określany mianem 30 Rock. |
| 56 Leonard Street*                               |         | 250           | 57     | 2016 | Zwieńczony w Lipcu 2015. Obecnie jest najwyższym budynkiem mieszkalnym w dzielnicy TriBeCa. |
| CitySpire Center                                 |         | 248           | 75     | 1987 | . |
| One Chase Manhattan Plaza                        |         | 248           | 60     | 1961 | . |
| Condé Nast Building                              |         | 247           | 48     | 1999 | Znany również jako Four Times Square. |
| MetLife Building                                 |         | 246           | 59     | 1963 | W przeszłości znany jako Pan Am Building. |
| Bloomberg Tower                                  |         | 246           | 54     | 2005 | . |
| Woolworth Building                               |         | 241           | 57     | 1913 | . Najwyższy budynek na świecie w latach 1913–1930. |
| 50 West Street*                                  |         | 239           | 63     | 2016 | Zwieńczony w Październiku 2015 |
| One Worldwide Plaza                              |         | 237           | 50     | 1989 | . |
| Madison Square Park Tower*                       |         | 237           | 64     | 2017 | Zwieńczony w Maju 2016 |
| Carnegie Hall Tower                              |         | 231           | 60     | 1991 | . |
| 383 Madison Avenue                               |         | 230           | 47     | 2001 | . |
| Courtyard & Residence Inn Manhattan/Central Park |         | 229           | 68     | 2013 | Najwyższy hotel w Nowym Jorku |
| AXA Center                                       |         | 229           | 54     | 1986 | W przeszłości znany jako Equitable Building i Equitable Center West. |
| One Penn Plaza                                   |         | 229           | 57     | 1972 | . |
| 1251 Avenue of the Americas                      |         | 229           | 54     | 1971 | Znany również jako Exxon Building. |
| Time Warner Center – wieża południowa            |         | 229           | 55     | 2004 | . |
| Time Warner Center – wieża północna              |         | 229           | 55     | 2004 | . |
| Goldman Sachs Headquarters                       |         | 228           | 44     | 2010 | [ 56 ] |
| 60 Wall Street                                   |         | 227           | 55     | 1989 | . |
| One Astor Plaza                                  |         | 227           | 54     | 1972 | . |
| One Liberty Plaza                                |         | 226           | 54     | 1973 | W przeszłości znany jako U.S. Steel Building. |
| 20 Exchange Place                                |         | 226           | 57     | 1931 | W przeszłości znany jako City Bank-Farmers Trust Building. |
| 7 World Trade Center                             |         | 226           | 49     | 2006 | . |
| Three World Financial Center                     |         | 225           | 51     | 1986 | Znany również jako American Express Tower. |
| Bertelsmann Building                             |         | 223           | 42     | 1990 | . |
| Times Square Tower                               |         | 221           | 47     | 2004 | . |
| Metropolitan Tower                               |         | 218           | 68     | 1987 | . |
| 252 East 57th Street                             |         | 218           | 65     | 2016 | Zwieńczony w Październiku 2015 |
| 610 Lexington Avenue                             |         | 217           | 63     | 2017 | Znany też jako 100 East 53rd Street. Zwieńczony w Styczniu 2016 |
| 500 Fifth Avenue                                 |         | 216           | 60     | 1931 | . |
| JP Morgan Chase World Headquarters               |         | 215           | 52     | 1960 | . |
| General Motors Building                          |         | 215           | 50     | 1968 | . |
| Metropolitan Life Insurance Company Tower        |         | 213           | 50     | 1909 | . |
| Americas Tower                                   |         | 211           | 50     | 1992 | [ 69 ] [ 70 ] |
| Solow Building                                   |         | 210           | 50     | 1974 | [ 71 ] [ 72 ] |
| HSBC Bank Building                               |         | 210           | 52     | 1967 | Znany również jako Marine Midland Building. |
| 55 Water Street                                  |         | 209           | 53     | 1972 | . |
| 277 Park Avenue                                  |         | 209           | 50     | 1962 | [ 76 ] [ 77 ] |
| 5 Beekman                                        |         | 209           | 47     | 2015 | Znany też jako 115 Nassau Street. |
| 1585 Broadway                                    |         | 209           | 42     | 1989 | [ 78 ] [ 79 ] |
| Random House Tower                               |         | 208           | 52     | 2003 | [ 80 ] [ 81 ] |
| Four Seasons Hotel New York                      |         | 208           | 52     | 1993 | Najwyższy hotel w Nowym Jorku do 2013 roku. |
| McGraw-Hill Building                             |         | 205           | 51     | 1969 | Znany również jako 1221 Avenue of the Americas. |
| Lincoln Building                                 |         | 205           | 55     | 1930 | [ 83 ] |
| Barclay Tower                                    |         | 205           | 56     | 2007 | [ 84 ] |
| Paramount Plaza                                  |         | 204           | 48     | 1971 | [ 85 ] |
| Trump Tower                                      |         | 202           | 58     | 1983 | [ 86 ] |
| One Court Square                                 |         | 201           | 50     | 1990 | Najwyższy budynek w Nowym Jorku poza Manhattanem; najwyższy budynek na Long Island i w Queens. W przeszłości znany jako Citigroup Building. |
| Sky                                              |         | 200           | 61     | 2015 | |
| 1 Wall Street                                    |         | 199           | 50     | 1931 | [ 88 ] |
| 599 Lexington Avenue                             |         | 199           | 50     | 1986 | [ 89 ] |
| Silver Towers                                    |         | 199           | 57     | 2009 | [ 90 ] |
| 712 5th Avenue                                   |         | 198           | 52     | 1990 | [ 91 ] |
| Chanin Building                                  |         | 198           | 56     | 1930 | [ 92 ] |
| 245 Park Avenue                                  |         | 198           | 44     | 1966 | [ 93 ] |
| Sony Tower                                       |         | 197           | 37     | 1984 | W przeszłości znany jako AT&T Building. |
| Tower 28*                                        |         | 197           | 58     | 2016 | Zwieńczony w Kwietniu 2016 |
| Two World Financial Center                       |         | 197           | 44     | 1987 | [ 95 ] |
| One New York Plaza                               |         | 195           | 50     | 1969 | [ 96 ] |
| 570 Lexington Avenue                             |         | 195           | 50     | 1931 | Znany również jako General Electric Building. |
| MiMA                                             |         | 195           | 55     | 2011 | |
| 345 Park Avenue                                  |         | 193           | 44     | 1969 | [ 98 ] |
| 400 Fifth Avenue                                 | -       | 192.3         | 57     | 2010 | [ 99 ] |
| W. R. Grace Building                             |         | 192           | 50     | 1971 | [ 100 ] |
| Home Insurance Plaza                             |         | 192           | 45     | 1966 | [ 101 ] |
| 1095 Avenue of the Americas                      |         | 192           | 40     | 1974 | Znany również jako Verizon World Headquarters. |
| W New York Downtown, Hotel and Residences        |         | 192           | 57     | 2010 | Wcześniej znany jako 123 Washington Street |
| 101 Park Avenue                                  |         | 192           | 49     | 1982 | [ 104 ] |
| One Dag Hammarskjold Plaza                       |         | 191           | 49     | 1972 | [ 105 ] |
| Central Park Place                               |         | 191           | 56     | 1988 | [ 106 ] |
| 888 7th Avenue                                   |         | 191           | 46     | 1971 | [ 107 ] |
| Waldorf-Astoria Hotel                            |         | 191           | 47     | 1931 | [ 108 ] |
| Burlington House                                 |         | 191           | 50     | 1969 | [ 109 ] |
| Trump Palace Condominiums                        |         | 190           | 54     | 1991 | [ 110 ] |
| One Madison Park                                 |         | 189           | 60     | 2010 | [ 111 ] |
| Olympic Tower                                    |         | 189           | 51     | 1976 | [ 112 ] |
| Mercantile Building                              |         | 189           | 48     | 1929 | Znany również jako 10 East 40th Street. |
| 425 5th Avenue                                   |         | 188           | 55     | 2003 | [ 114 ] |
| The Epic                                         |         | 187           | 58     | 2007 | [ 115 ] |
| 919 Third Avenue                                 |         | 187           | 47     | 1971 | [ 116 ] |
| New York Life Building                           |         | 187           | 40     | 1928 | [ 117 ] |
| 750 7th Avenue                                   |         | 187           | 40     | 1989 | [ 118 ] |
| Eventi                                           |         | 187.1         | 46     | 2010 | [ 119 ] |
| Tower 49                                         |         | 187           | 45     | 1985 | [ 120 ] |
| The Hub*                                         |         | 190           | 53     | 2016 | Znany też jako 333 Schermerhorn Street. Najwyższy budynek na Brooklynie. Zwieńczony 16 Grudnia 2015. |
| 555 10th Avenue*                                 | -       | 186           | 53     | 2016 | |
| Calyon Building                                  |         | 186           | 45     | 1964 | [ 121 ] |
| Baccarat Hotel and Residences                    | -       | 185           | 48     | 2014 | |
| 250 West 55th Street                             | -       | 184           | 39     | 2013 | |
| The Orion                                        |         | 184           | 58     | 2006 | [ 122 ] |
| 590 Madison Avenue                               |         | 184           | 41     | 1983 | Znany również jako IBM Building. |
| Marsh & McLennan Headquarters                    |         | 183           | 44     | 1974 | [ 124 ] |
| 11 Times Square                                  |         | 183           | 40     | 2010 | Znany również jako Times Square Plaza. |

## Najwyższe budynki według pomiaru do szczytu
Lista zawiera najwyższe budynki w Nowym Jorku według pomiaru wysokości aż do szczytu, uwzględniając maszty antenowe. Standardowe reguły architektonicznego mierzenia wysokości, które nie uwzględniają masztów antenowych, zostały przedstawione poniżej wyłączne w celach porównania. Znak równości (=) oznacza, że co najmniej dwa budynki posiadają tę samą wysokość. Z kolei kolumna "Rok" odnosi się do roku, w którym dany budynek został ukończony.

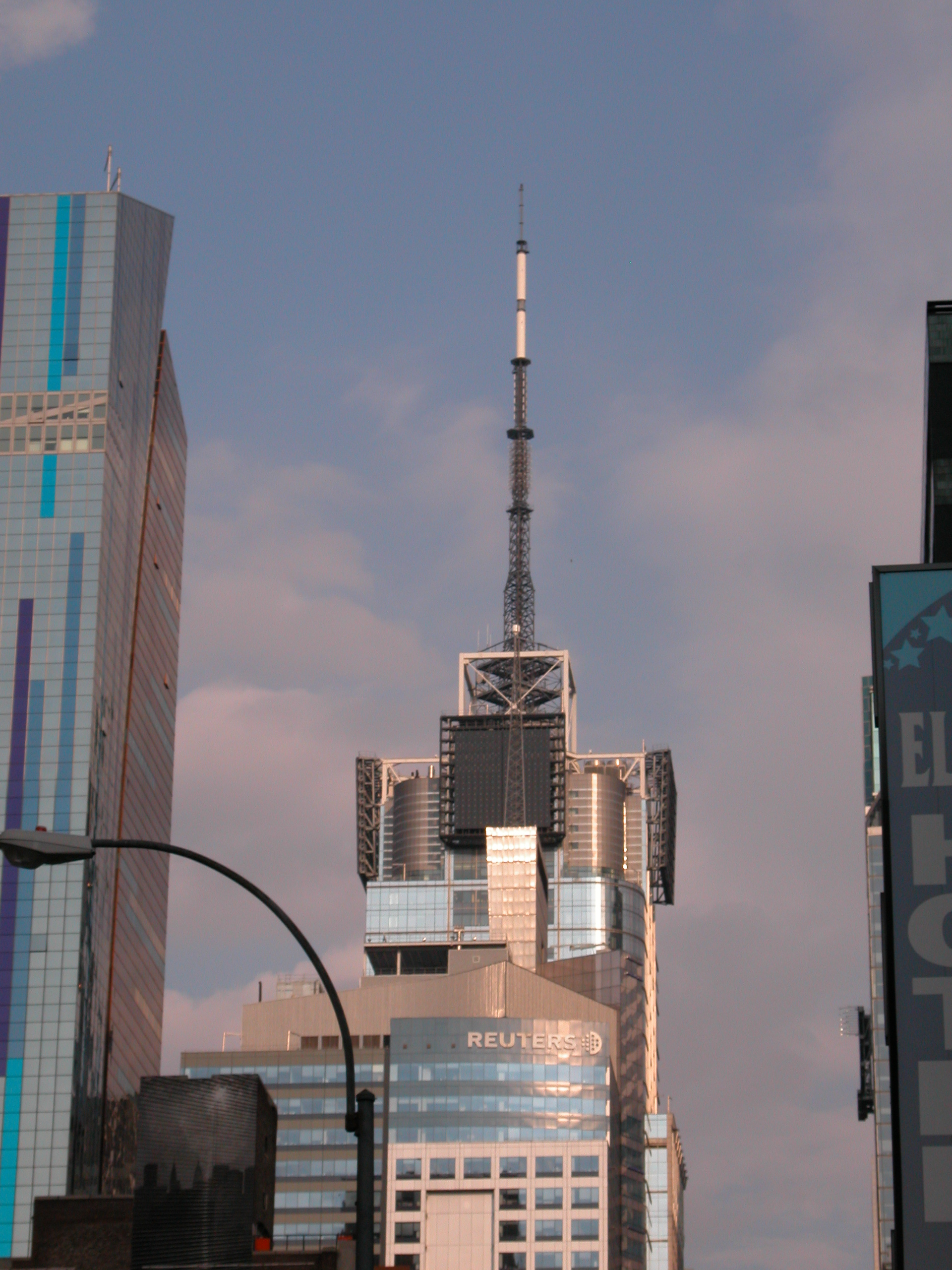
Condé Nast Building, 3. najwyższy budynek w Nowym Jorku, przy uwzględnieniu miary do szczytu

| Miejsce (pomiar do szczytu) | Miejsce (pomiar standardowy) | Nazwa                   | Wysokość (pomiar do szczytu) (m.) | Wysokość (pomiar standardowy) (m.) | Piętra | Rok  | Źródła                  |
| --------------------------- | ---------------------------- | ----------------------- | --------------------------------- | ---------------------------------- | ------ | ---- | ----------------------- |
| 1.                          | 1.                           | 1 World Trade Center    | 546                               | 541                                | 104    | 2014 | [ 4 ]                   |
| 2.                          | 3.                           | Empire State Building   | 448                               | 381                                | 102    | 1931 | [ 126 ] [ 127 ] [ 128 ] |
| 3.                          | 2.                           | 432 Park Avenue         | 426                               | 426                                | 96     | 2015 | [ 129 ]                 |
| 4.                          | 4.                           | Bank of America Tower   | 366                               | 366                                | 54     | 2009 | [ 2 ]                   |
| 5.                          | 17.                          | Condé Nast Building     | 341                               | 247                                | 48     | 1999 | [ 36 ] [ 37 ]           |
| 6=                          | 5=                           | Chrysler Building       | 319                               | 319                                | 77     | 1931 | [ 3 ] [ 20 ]            |
| 6=                          | 5=                           | New York Times Building | 319                               | 319                                | 52     | 2007 |                         |
| 8.                          | 7.                           | One 57                  | 306                               | 306                                | 75     | 2014 |                         |
| 9.                          | 8.                           | 4 World Trade Center    | 298                               | 298                                | 72     | 2013 |                         |
| 10.                         | 9.                           | 70 Pine Street          | 290                               | 290                                | 66     | 1932 | [ 21 ] [ 22 ]           |
| 11.                         | 19.                          | Bloomberg Tower         | 287                               | 246                                | 54     | 2005 | [ 40 ] [ 41 ]           |

## Najwyższe budynki według dzielnic
Lista przedstawia najwyższe budynki w każdej z dzielnic Nowego Jorku, w oparciu o standardowe metody pomiaru wysokości. Kolumna "Rok" odnosi się do roku, w którym dany budynek został ukończony.
| Dzielnica     | Nazwa                           | Wysokość (m.) | Piętra | Rok  | Źródła  |
| ------------- | ------------------------------- | ------------- | ------ | ---- | ------- |
| Bronx         | Harlem River Park Towers I & II | 130           | 44     | 1975 |         |
| Brooklyn      | The Brooklyn Tower              | 325           | 93     | 2022 |         |
| Manhattan     | 1 World Trade Center            | 541           | 104    | 2014 |         |
| Harlem        | Annenberg Building              | 133           | 26     | 1976 |         |
| Chinatown     | Confucius Plaza                 | 132           | 44     | 1976 |         |
| Queens        | Skyline Tower                   | 233           | 67     | 2021 |         |
| Staten Island | Castleton Park Towers           |               | 20     | 1976 | [ 130 ] |

## Najwyższe budynki w fazach budowy, planowania lub zatwierdzenia do budowy

### W budowie
Lista prezentuje budynki, pozostające obecnie w fazie konstrukcji, których wysokość ma wynosić co najmniej 200 metrów. Kolumna "Rok" odnosi się do szacowanej daty oddania obiektów do użytku.
| Nazwa                | Grafika | Wysokość (m.) | Piętra | Rok  | Notki                                   |
| -------------------- | ------- | ------------- | ------ | ---- | --------------------------------------- |
| 2 World Trade Center |         | 411           | 82     | 2021 | Znany również jako 200 Greenwich Street |
| 3 Hudson Boulevard   | -       | 315           | 66     | 2019 | Wcześniej znany jako GiraSole           |
| 125 Greenwich Street |         | 310           | 77     | 2019 | Wcześniej znany jako 22 Thames Street   |
| 45 Broad Street      |         | 340           | 64     | 2021 |                                         |
| 520 Park Avenue      |         | 238           | 51     | 2017 |                                         |
| 45 East 22nd Street  |         | 237           | 64     | 2017 |                                         |
| One Manhattan Square |         | 210           | 56     | 2019 | Znany też jako 252 South Street         |
| 111 Murray Street    | -       | 241           | 58     | 2018 |                                         |

## Najwyższe nieistniejące już budynki
Lista przedstawia budynki, które obecnie już nie istnieją, a w przeszłości miały co najmniej 183 metry wysokości.
| Nazwa                  | Grafika | Wysokość (m.) | Piętra | Ukończony | Zniszczony | Notki |
| ---------------------- | ------- | ------------- | ------ | --------- | ---------- | --- |
| One World Trade Center |         | 417           | 110    | 1972      | 2001       | Zniszczony w wyniku ataków terrorystycznych z 11 września 2001 roku. W latach 1972–1974 najwyższy budynek na świecie; do 2001 roku najwyższy budynek w Nowym Jorku. |
| Two World Trade Center |         | 415           | 110    | 1973      | 2001       | Zniszczony w wyniku ataków terrorystycznych z 11 września 2001 roku.                                                                                                |
| Singer Building        |         | 187           | 47     | 1908      | 1968       | Wyburzony, by zrobić miejsce dla One Liberty Plaza. W latach 1908–1909 najwyższy budynek na świecie.                                                                |
| 7 World Trade Center   |         | 174           | 47     | 1987      | 2001       | Zniszczony w wyniku ataków terrorystycznych z 11 września 2001 roku.                                                                                                |
| Deutsche Bank Building |         | 172           | 40     | 1974      | 2011       | Dekonstrukcja zakończyła się 20 stycznia 2011 roku i była spowodowana uszkodzeniami, wywołanymi atakami terrorystycznymi z 11 września 2001 roku.                   |

## Linia czasu najwyższych budynków w Nowym Jorku
Lista przedstawia obiekty, które na przestrzeni lat dzierżyły tytuł najwyższego budynku w Nowym Jorku. Każdy z nich, z wyjątkiem Trinity Church, był w momencie ukończenia najwyższym budynkiem na świecie.
     Był najwyższym budynkiem na świecie, równocześnie będąc najwyższym budynkiem w Nowym Jorku
| Nazwa                                       | Grafika | Adres                     | Okres dzierżenia tytułu | Wysokość (m.) | Piętra | Notki                                                                        |
| ------------------------------------------- | ------- | ------------------------- | ----------------------- | ------------- | ------ | ---------------------------------------------------------------------------- |
| Collegiate Reformed Protestant Dutch Church |         | Fort Amsterdam            | 1646-1846               | Nieznana      | 1      | Wyburzony.                                                                   |
| Trinity Church                              |         | 79 Broadway               | 1846–1890               | 85            | 1      | [ 137 ]                                                                      |
| Latting Observatory                         |         | 42nd Street i Piąta Aleja | 1853–1856               | 96            | 3      | Wysokość zredukowana o 23 metry w 1854. Latting Observatory spłoneło w 1856. |
| World Building                              |         | Frankfort Street          | 1890–1894               | 106           | 20     | [ 139 ]                                                                      |
| Manhattan Life Insurance Building           |         | 64–70 Broadway            | 1894–1899               | 106           | 18     | Wyburzony w 1963-64                                                          |
| Park Row Building                           |         | 13–21 Park Row            | 1899–1908               | 119           | 30     | [ 140 ]                                                                      |
| Singer Building                             |         | 149 Broadway              | 1908–1909               | 187           | 47     | Wyburzony w 1968, by zrobić miejsce na budynek One Liberty Plaza.            |
| Metropolitan Life Insurance Company Tower   |         | 1 Madison Avenue          | 1909–1913               | 213           | 50     | [ 134 ]                                                                      |
| Woolworth Building                          |         | 233 Broadway              | 1913–1930               | 241           | 57     | [ 43 ]                                                                       |
| Bank of Manhattan Trust Building            |         | 40 Wall Street            | 1930                    | 283           | 70     | [ 24 ]                                                                       |
| Chrysler Building                           |         | 405 Lexington Avenue      | 1930–1931               | 319           | 77     | [ 20 ]                                                                       |
| Empire State Building                       |         | 350 Fifth Avenue          | 1931–1972               | 381           | 102    | [ 19 ]                                                                       |
| One World Trade Center                      |         | 1 World Trade Center      | 1972–2001               | 417           | 110    | Zniszczony w wyniku zamachu terrorystycznego z 11 września 2001 roku.        |
| Empire State Building                       |         | 350 Fifth Avenue          | 2001–2014               | 381           | 102    | [ 19 ]                                                                       |
| 1 World Trade Center                        |         | 1 World Trade Center      | 2014-                   | 541           | 104    |                                                                              |